# 舞-HiMEの登場人物
舞-HiMEの登場人物（まいひめのとうじょうじんぶつ）は、サンライズが中心となって展開している、テレビアニメ、漫画、ラジオなどからなるメディアミックス作品『舞-HiME』に登場する架空の人物について解説する。
難解なキャラクター名が多いが、これは日本古来の色彩名に題材を取っているためである。

## 基本データ一覧
アニメ版の設定に準拠する。
| 名前/読み/声                                  | 学年                  | 年齢 | 身長/体重  | 血液型    | 誕生日/星座       | スリーサイズ | チャイルド     | 触媒                   |
| --------------------------------------------- | --------------------- | ---- | ---------- | --------- | ----------------- | ------------ | -------------- | ---------------------- |
| ときは まい 鴇羽 舞衣 声：中原麻衣            | 高等部 1-A組          | 15歳 | 157cm 46kg | O型       | 7月22日 かに座    | 87/56/83     | カグツチ       | 鴇羽 巧海 →楯 祐一     |
| くが なつき 玖我 なつき 声：千葉紗子          | 高等部 1-B組          | 16歳 | 160cm 47kg | A型       | 8月15日 しし座    | 82/57/83     | デュラン       | 玖我 紗江子 →藤乃 静留 |
| かんざき れいと 神崎 黎人 声：関俊彦          | 高等部 3-B組          | 18歳 | 175cm 67kg | B型       | 4月24日 おうし座  | 86/83/87     | -              | -                      |
| たて ゆういち 楯 祐一 声：関智一              | 高等部 1-A組          | 15歳 | 168cm 60kg | B型       | 11月16日 さそり座 | 85/80/84     | -              | -                      |
| はらだ ちえ 原田 千絵 声：斎賀みつき          | 高等部 1-A組          | 15歳 | 160cm 46kg | B型       | 12/6 いて座       | 84/54/80     | -              | -                      |
| ふじの しずる 藤乃 静留 声：進藤尚美          | 高等部 3-G組          | 17歳 | 162cm 46kg | AB型      | 12/19 いて座      | 85/57/82     | 清姫           | 玖我 なつき            |
| すずしろ はるか 珠洲城 遥 声：柚木涼香        | 高等部 3-B組          | 17歳 | 159cm 47kg | A型       | 8/3 しし座        | 88/55/80     | -              | -                      |
| みゆ・ぐりーあ 深優・グリーア 声：浅井清己    | 高等部 1-A組          | 15歳 | 156cm 45kg | A型       | 7/4 かに座        | 81/54/79     | -              | -                      |
| ひぐらし あかね 日暮 あかね 声：岩男潤子      | 高等部 1-B組          | 15歳 | 156cm 44kg | A型       | 9/7 おとめ座      | 82/52/83     | ハリー         | 倉内 和也              |
| せのう あおい 瀬能 あおい 声：新谷良子        | 高等部 1-A組          | 15歳 | 154cm 43   | A型       | 3/13 うお座       | 83/56/82     | -              | -                      |
| きくかわ ゆきの 菊川 雪之 声：能登麻美子      | 高等部 1-A組          | 15歳 | 154cm 41kg | AB型      | 3/8 うお座        | 79/54/79     | ダイアナ       | 珠洲城 遥              |
| みなぎ みこと 美袋 命 声：清水愛              | 中等部 3-G組          | 14歳 | 147cm 37kg | B型       | 11/4 さそり座     | 68/54/74     | 巳六           | 黒曜の君               |
| ゆうき なお 結城 奈緒 声：南里侑香            | 中等部 3-G組          | 14歳 | 153cm 40kg | B型       | 6/13 ふたご座     | 79/56/76     | ジュリア       | 母親                   |
| むなかた しほ 宗像 詩帆 声：野川さくら        | 中等部 2-F組          | 13歳 | 152cm 41kg | O型       | 10/16 てんびん座  | 78/53/80     | ヤタガラス     | 楯 祐一                |
| おくざき あきら 尾久崎 晶 声：小林沙苗        | 中等部 1-J組          | 13歳 | 149cm 38kg | A型       | 5/12 牡牛座       | 70/53/69     | ゲンナイ       | 鴇羽 巧海              |
| ときは たくみ 鴇羽 巧海 声：高橋裕吾          | 中等部 1-J組          | 12歳 | 152cm 46kg | A型       | 8/28 おとめ座     | 77/70/76     | -              | -                      |
| ほむら なぎ 炎 凪 声：石田彰                  | 中等部 2-F組          | 14歳 | 155cm 47kg | B型       | 5/5 お牛座        | 75/65/75     | -              | -                      |
| Alyssa Searrs アリッサ・シアーズ 声：宮村優子 | 初等部 3-D組          | 9歳  | 122cm 22kg | AB型      | 4/1 おひつじ座    | 54/49/56     | アルテミス     | シアーズ会長           |
| かざはな ましろ 風花 真白 声：ゆかな          | 理事長                | 11歳 | 138cm 31kg | AB(RH-)型 | 2/3 みずがめ座    | 64/50/65     | カグツチ       | ?                      |
| ひめの ふみ 姫野 二三 声：ゆかな              | 秘書 メイド           | 19歳 | 161cm 47kg | AB型      | 2/3 みずがめ座    | 88/56/82     | 二三チャイルド | 風花 真白              |
| さぎさわ ようこ 鷺沢 陽子 声：木村亜希子      | 保険医                | 25歳 | 165cm 49kg | O型       | 4/30 牡牛座       | 85/57/89     | -              | -                      |
| すぎうら みどり 杉浦 碧 声：田村ゆかり        | 非常勤講師 日本史担当 | 24歳 | 157cm 45kg | B型       | 4/6 おひつじ座    | 86/56/84     | 愕天王         | 佐々木教授             |
| さなだ ゆかりこ 真田 紫子 声：井上喜久子      | シスター              | 20歳 | 159cm 44kg | A型       | 1/1 やぎ座        | 89/58/86     | 聖ヴラス       | 石上 亘                |

## 風華学園

### 高等部
鴇羽 舞衣（ときは まい）
声 - 中原麻衣
本作の主人公。1-A組在籍。16歳。母性本能が強く、面倒見のよい少女。作中トップレベルの巨乳である。
幼少の頃に両親を亡くしており、弟の拓海と二人で風華学園にやってくる。

アニメ版
転入当初はHiMEに関する知識を保持していなかったものの、HiMEに関するいくつかの事件に巻き込まれている（なつきと命の戦闘、実体化していないカグツチに救われる等）。オーファンに襲われかけた拓海を救うため、カグツチと契約することでHiMEとして目覚める。しかし、契約当初はカグツチの力を制御できずに暴走させてしまい、第六話では力の暴走を危惧して召喚しようとすらしていない。
チャイルドのカグツチは戦闘能力で見ればトップクラスに位置する。しかし、舞衣自身は精神的に脆弱な傾向が見られ、一旦落ち込むと情緒不安定に陥ることがある。
触の祭の最中に祐一と恋に落ち、「黒曜の君」との最終決戦時には互いに想いを打ち明けている。卒業式の日、桜の木の下でキスを試みるも、仲間たちが来てしまったために未遂に終わる。
進級後は学園に残ったHiME達や友達と共に、カラオケ同好会を設立する。

ゲーム版（運命の系統樹）
ルートによっては敵に回るが、いずれのルートでも他のHiMEを倒すことはしていない。彼女のルートにおいては、HiMEの争いが起こることが永遠にないよう、クサナギの剣を用いて自らを永遠に封印する。その後、彼女の存在は周囲の記憶から消滅した。
太古の地球における前世らしき人物は二丁拳銃を使用しており、現代の彼女となつきとエレメントが逆転している。

漫画版（舞-HiME）
始めから風華学園に在籍しており、ミコトに加えて、成り行きから祐一、なつきと四人で同居することになる。
問題ごとを自分だけで抱え込もうとする傾向があり、祐一の手助けを素直に受けることも、巧海に相談することもできない。後半戦ではそれが災いして、祐一が一時的に戦線離脱したり、巧海から不信感を買う。
終盤ではヒロインでありながら、巧海の死を前に「世界の危機」という現実から逃避する。「黒曜の君」の復活後は、宇宙3大美少女の一人として敵側に回ったりもしたが、祐一となつきの説得で己を取り戻す。
祐一とは互いに惹かれ合うが、なつきや詩帆の存在もあって確実ではない。
なお、マリー・アントワネットの仲間として全世界に悪名を轟かせたはずだが、本人も風華学園関係者もワシントン住民の生存者・遺族による復讐や刺客を気にした様子は見られず、整形も改名もせずに堂々と学園生活を送っている。

漫画版（舞-HiME戦（EXA））
崩壊した世界で黎人と結ばれるという異例の結末を迎える。

玖我 なつき（くが なつき）
声 - 千葉紗子
1-B組在籍。17歳。1年間休学しているため、学年が実年齢よりも一学年下になっている。クールな性格だが意外にも乙女チックで、少女漫画やロリータファッションをコレクションしている。
幼少の頃はごく普通の少女であったが、一番地に母親を粛清されて以来、一番地を憎んでその秘密を探っている。愛人を連れて家を出た父から、毎月送られてくる仕送りによって生活している（なつき自身も止むを得ず）。孤独だったが、次第に舞衣との間に友情が芽生えていく。

アニメ版
最終局面で自らの思いを伝えるために静留と戦い、チャイルドを撃破しお互いに消滅する。最終回で復活し、消滅前にお互いに想いを打ち明けあったせいか、静留のこともまんざらでもなくなった様子。しかし、彼女の積極的過ぎるアプローチには困惑気味である。後に進級が危ういことが判明する。

ゲーム版（運命の系統樹）
自分には触媒はいないと矛盾した発言をするも、本心では触媒である母の生存を信じている。彼女のルートでは母を失い、一度はHiMEの力を失ってしまうも、強い想いから高村を触媒として再びHiMEに覚醒する。
また他のHiEM達と違い、静留の想い人である為、なつきルート以外では基本的に死亡してしまう。
太古の地球で前世らしき人物は宝輪を使用していた（舞衣とエレメントが逆転している）。

漫画版（舞-HiME）
祐一を"ドレイ君"呼ばわりしつつも彼に強い好意を持っており、実は生きていて敵に回った母と直接対決するという、見せ場的には舞衣を上回るもう一人のメインヒロインとして描かれている。性格もかなりのツンデレになっている。
三枚目的役割は比較的少なく、姿を隠していたミロワールの存在を最初から見抜く、重力加速度を利用してアリッサに反撃するなど、"広範な知識を持ち頭の切れる頭脳派”という側面が強く、要所で頭脳プレーを展開している。

藤乃 静留（ふじの しずる）
声 - 進藤尚美
3-G組在籍。17歳。常に慌てず騒がずがモットーのおっとりした生徒会長で、京都弁が特徴。その一見怠惰に見える態度から珠洲城遥に「ぶぶ漬け女」と呼ばれている。後輩の女生徒たちからは慕われている。同性愛者（レズビアン）であり、親友である筈のなつきに激しい恋愛愛情を抱いている。
好きな和歌は「玉の緒よ　絶えなば絶えね　長らえば　忍ることの　弱りもぞする」。意味としては、「私の命よ、絶えるのなら絶えてしまえ。これ以上生きながらえて仕舞えば、あなたへの想いを忍ぶことができなくなりそうだから。」という極めて悲痛なもの。作者は式子内親王。
アニメ版
レズビアンとしての本性を現した後は、なつきのためと思えば何でもするようになる。なつきを傷つけた奈緒や余計なことを言った雪之のチャイルドをあっさりと倒したり、エレメント片手に一番地に単身乗り込んで徹底的に壊滅するなど、最強かつ最も情緒不安定な「最狂」キャラクターへと変貌する。
そして、ついには制止しようとした当のなつきにまで刃を向けて対決する。最終回で復活した際には正気にもどるも、HiME戦隊で媛星を破壊にいく際に自らの手で倒したHiME達に「堪忍なぁ」の一言で済まそうとしている。
復活後は自分の恋愛感情を隠さずにおおっぴらにしており、DVD特別編ではなつきと一緒に風呂に入ろうとしたりしている。大学に進学した模様。

ゲーム版（運命の系統樹）
HiMEであるが、あるルートでルールの穴を突いたとんでもない行動に出ている。最強クラスのHiMEであり、唯一カグツチさえ抑え込んだ人物である。

漫画版（舞-HiME）
HiMEではなく、なつきとは普通の親友関係。表立った戦闘には参加しないものの、真白からHiMEの情報を得るためにオリHiME隊の編成を黙認したり、なつきに家族の団欒を与えるためにシアーズ財団に情報を流したりするなど、陰ながらなつきたちをサポートしている。

日暮 あかね（ひぐらし あかね）
声 - 岩男潤子
1-B組在籍。15歳。舞衣のバイト仲間でなつきのクラスメイト。明るい普通の女子高生。和也（通称「カズくん」）と交際しており、学校でもバイト先のファミレス「リンデンバウム」でも彼と共に行動することが多い。和也とは付き合い始めて日も浅く、キスもまだという純情カップル。

アニメ版
自分がHiMEであることを和也に打ち明けるべきか悩んでいたが意を決して話した結果、和也はそれを受け入れる。しかしその直後に襲撃してきた深優・グリーアによってチャイルドを破壊され、あかねにとっての「大切な人」である和也が目の前で消滅してしまい精神崩壊を起こした（あかねは自分の命だと思い込んでいた）。その後は一番地が裏で経営する製薬会社の施設に幽閉されていたが、なつきの手で救出されて一般病院に入院。
最終回で和也の復活に呼応して自我を取り戻し、全てが終わった後は再び和也とのラブラブな学園生活を送っている。
触の祭最初の脱落者だが、どのHiMEとも戦うことのなかったキャラクターでもある。

ゲーム版（運命の系統樹）
必ず最初に倒されるHiMEであり、高村達に敗北が何を意味するのかを知らしめる要因となっている。その後退場したまま直接は姿を見せないため、中盤以降は全く出番がない。

漫画版（舞-HiME）
他メディアで起こった悲劇は発生しない。和也が自分の鍵であることを受け入れた後は、場所をわきまえずいちゃいちゃし続けるバカップルぶりを披露している。その上、なつきの救出時には居たが、なぜか対PRINCESSの戦いのときにはいなくなっており、文化祭が中止になった後の千絵とあおいの会話を聞いて思い出す（忘れていたようである）。

珠洲城 遥（すずしろ はるか）
声 - 柚木涼香
3-B組在籍。17歳。生徒会執行部部長。よくことわざを言い間違えたり、漢字を間違えることがある。実家は珠洲城建設を経営していて、風華学園のスポンサー会社の一つ。3サイズが判明している生徒キャラクターの中で、1番胸が大きい。

アニメ版
静留に一方的なライバル心を抱いているものの、彼女には軽くいなされている。とは言え静留の実力自体は高く評価している様子。学園のために奔走するが、彼女の努力はたいてい空回りに終わる。しかし本人はそのことを自覚しておらず、幼馴染の菊川雪之だけが唯一の理解者。
性格は傲慢かつ横暴だが、同時に不屈で強靭な心を併せ持ち、「本性」を現した静留の狂気を、刃を、そして清姫の牙を向けられてさえ一歩も退かぬ強さを見せる。雪之の敗北によって消滅を迎える最中、静留に頭突きを加えて一矢報いる。
DVD特別編で学園卒業後は大学に進学したようだが、成績で静留に敗れてしまう。ただし成績は学年2位。

ゲーム版（運命の系統樹）
雪之の触媒となっており、直接の描写はないが殆どのルートで死亡してしまう（不明のルートもある）。なぜかかなりスカートがきわどい。

漫画版（舞-HiME）
非常に高い能力を持つHiMEの一人。HiMEの痣は額にある。静留とHiMEの設定が入れ替わったことになる。オリHiME隊を組織し、オーファン退治のほか風紀を乱す者達を容赦なく制裁する。
登場当初は不良である奈緒を登用したり、人質をとったりとダーティーな部分が目立つ。さらに、人間よりも校舎を重んじており、「人の体など、放っておいても治る」との暴言で舞衣の怒りを買うなど、「悪人ではないがイヤな奴」的なキャラになっている。
舞衣との和解後は巧海の病状を知って気が咎めたのか、中古のパソコンを譲るなど気のいい一面も見せる。本編同様「傲慢なまでに不屈な精神の強さ」が（チャイルドをも越える）最大の武器。
祐一はじめ他キャラからでぼちんと呼ばれることがある（「でこ」＝額、転じて額が広い人の意）。パンチラ担当であり、登場すると確実にスカートがめくれる。

菊川 雪之（きくかわ ゆきの）
声 - 能登麻美子
1-A組在籍。15歳。生徒会執行部メンバー。遙の幼馴染で、遥の実家が裕福になる前から家族ぐるみの付き合いをしている。遙の秘書的存在兼ツッコミ役。

幼少の頃から内向的な性格でいじめられることも多く、よく遥に助けられている。暴走気味な遥に引きずり回されているが、遥のことは心から慕っている。
アニメ版
遥が卒業した後は生徒会執行部長を引き継ぐ。

ゲーム版（運命の系統樹）
静留が指摘するまで戦いに加わることはなかったが、基本的にどのルートでも誰かしらの襲撃を受け敗北してしまう。

漫画版（舞-HiME）
遥が卒業していないので、補佐のまま。チャイルドのコンボもあり、遥といつも行動を共にする。遥と対照的にパンチラが圧倒的に少なく、鉄壁のスカートを誇る。

瀬能 あおい（せのう あおい）
声 - 新谷良子
1-A組在籍。15歳。舞衣のクラスメイト。寮では奈緒のルームメイト。マイペースを崩さないおっとりとした性格の、一般的な高校生の典型のような存在。

可愛いもの・美少年好きで、巧海や晶がお気に入り。千絵と一緒に行動することが多く、2人で舞衣のことを何かと気遣っている。
アニメ版
終盤では安全のため、千絵と共に一時学園から避難することになり、その際舞衣に「待ってるからね」と伝える。

ゲーム版（運命の系統樹）
千絵同様、他メディアと同じ立場で登場はするが、立ち絵も声もなく基本的に台詞もない。

漫画版（舞-HiME）
千絵と共にチョイ役の脇役。HiME対オリHiMEの試合の実況を勤める。

小説版（徳間書店）
シアーズが攻め込んできた際に大怪我を負い、それ以後登場しない。

原田 千絵（はらだ ちえ）
声 - 斎賀みつき
1-A組在籍。15歳。舞衣のクラスメイト。新聞部所属。あおいと同じく一般生徒の典型のような存在。学園きっての事情通で、ゴシップ好き。

転校直後の舞衣に、色々と学内の情報を教えてくれる。

アニメ版
終盤では安全のため、あおいと共に学園から一時避難することになる。

ゲーム版（運命の系統樹）
あおい同様、他メディアと同じ立場で登場はするが、立ち絵も声もなく基本的に台詞もない。

小説版（徳間書店）
シアーズが攻め込んできた後に夏休み中実家に帰り、舞衣とも喧嘩別れの様になっているが、戦いの後で和解している。

深優・グリーア（みゆ・グリーア）
声 - 浅井清己
1-A組在籍。15歳。舞衣のクラスメイト。表向きはグリーア神父の養女となっている。

正体はシアーズ財団が開発した対HiME用の戦闘兵器 （Multiple Intelligential Yggdrasil Unit）。アリッサを守るために造られており、彼女の安全が最優先事項。そのため、人間的な感情が欠落している。しかし、アリッサに対してだけは義務感からではなく自らの意志で身も心も彼女に捧げ、彼女を守るためならいかなる手段も行動もいとわない。
戦闘時は状況に応じて体の一部が変化する。アリッサ・シアーズの遺伝子情報を確認すると、拘束指定を解除し、全力を発揮できる模様。拘束解除はアリッサが緊急事態の場合にも行える。腕の剣に内蔵されたアンチマテリアライザー（徳間書店版では胸のコア）は、高次物質化能力を使用して作られた物質や、引き起こされた現象を完全に無効化するという、HiME達にとっては最悪の武装であり、幾度も彼女達を苦しめる。
アニメ版
アリッサがグリーア神父により深手を負わされた後はアリッサと共に行方をくらますが、実は真白の手によって密かに回収され、理事長室のある建物の地下深くにて修理されていた。その後は命に破壊されそうになるも、碧の手によって復活を果たす。決戦の際に黒曜宮に侵入し、アンチマテリアライザーを全出力で発動させ、封印の柱を破壊して真白を、そして倒れたHiMEたちを復活させる。
戦いが終わった後は奈緒とシスター見習いとなる傍ら、アリッサと共に静かに学園で暮らしている。DVD特別編では、舞衣たちがバイトしているリンデンバウムの新入りバイトになった描写が見られる。

ゲーム版（運命の系統樹）
攻略対象の一人であり、深優ルートに入るとアリッサの死後、HiMEの力に目覚める。本来はあり得ないイレギュラーなHiMEであるが、これは元となった優花・グリーアがHiMEでありその遺伝子情報を使っているため。次第に感情に目覚めていき、人間らしさを身に着けていった。

漫画版（舞-HiME）
紗江子がなつきの替わりに製作したアンドロイド。シアーズ女学院の交流プログラム生として風華学園に転校してくる。
対オーファン部隊との共同作戦により凪を殺すが、その後、媛星ゲート前で偶然奈緒と鉢合わせてしまい対決。奈緒のチャイルドを破壊したことにより奈緒の最初の鍵を間接的に殺害し、以後奈緒に因縁をつけられる。
媛星接近後は媛星より生み出された無数の凪と対決する。終戦後は「玖我深優」としてアリッサ・なつき・紗江子と共に暮らしている。劇中にはさらに高性能な量産型深優も登場し、複数機が実戦投入されるが、楊貴妃とマリー・アントワネットに一蹴され全滅している。

楯 祐一（たて ゆういち）
声 - 関智一
高等部1-A組在籍。15歳。舞衣のクラスメートであり、舞衣の最終的な想い人である。生徒会メンバー。

嘱望された剣道部員だったが、怪我のために選手生命を絶たれ、一時荒れていたこともある。生徒会に拾われて落ち着きを取り戻すも、何に対しても冷めた態度をとるようになる。
幼馴染の詩帆に慕われているが、祐一自身は妹のようなものだと思っている。
アニメ版
舞衣とは会うといつも言い争うぎこちない関係が続いていたが、最終決戦において彼女に愛を告げる。

ゲーム版（運命の系統樹）
同作の主人公である高村恭司に立場を置き換えられているため、登場しない。

漫画版（舞-HiME）
立場が主人公となり、冒頭に風華学園に転校してくるのは、舞衣でなく彼となっている。舞衣となつき二人の「鍵」となる。舞衣とは互いに想いを寄せるが、なつきからも告白されてうやむやになる。
アニメ版と比べてかなり漢気のある性格になっている。アニメ版での膝の故障は、詩帆を助けるために負った腕の傷に改められている。このときの傷は陽子のエレメントでも治すことはできず、無理をすれば一生動かなくなる可能性もあるとのこと。しかし、世間からは「暴力事件の当事者」として扱われ、所属していた剣道部は大会に出られなくなる。このことで剣道部の先輩から言葉の暴力を喰らい、「頭のいい生き方」という言葉に囚われがちになる。
彼自身には非はないのだが、転校当初に巻き込まれた事件などが原因で、武田将士、珠洲城遙、女子生徒達から肉欲獣、破壊魔（デストロイヤー）と呼ばれている。
最終的には「頭のいい生き方」の呪縛から解き放たれ、これまでの所業と未来に不安を抱える巧海に、「とやかく言うような連中がいたら俺たちが黙っちゃいない」と言って力づける。

神崎 黎人（かんざき れいと）
声 - 関俊彦
3-B組在籍。18歳。生徒会副会長。女生徒のアイドル的存在。落ち着いた大人の雰囲気を漂わせる美青年。ルックスの良さ、成績、運動神経など何一つ欠点のない優等生。会長の静留と「学園史上最強のカップル」という噂もあるが、ただの噂に過ぎない。

舞衣に接近し、彼女の心を射止めようとする。本名は美袋黎人で、命の実兄。美袋一族の嫡男は黒曜の器としての役目を背負っており、有事の際には「黒曜の君」としての記憶が戻り、瞳の色が黄色く変化する。
スタッフによれば「もし舞衣が彼を選んでいれば彼は黒曜の君にはならなかったかもしれない」とのことであり、少なくても最初から舞衣に対する恋心は本物だったようである。
アニメ版
最終決戦では、命の裏切りによって「黒曜の君」の意識のみが体より抜け出さざるを得ない展開になり、それによって元の性格へと戻っている。最終回では、諦めずに舞衣を振り向かせようとアプローチを繰り返している。命とは仲良くしている模様。

ゲーム版（運命の系統樹）
正体が判明した後はアニメ版以上に冷酷。「黒曜の君」の意識のみ抜け出す展開にはならない。

漫画版（舞-HiME）
「黒曜の君」が巧海となったため登場していない。

漫画版（舞-HiME戦（EXA））
「黒曜の君」の呪縛から逃れようと自殺するが、肉体自体を乗っ取られる。戦いの終盤で「黒曜の君」を道連れにして滅びようとするが、最終的に舞衣の告白を受け共に生きる道を選んで舞衣と共に「黒曜の君」を倒す。その後、結ばれるという異例の結末を迎える。

倉内 和也（くらうち かずや）
声 - 堀江一眞
15歳。舞衣とあかねのバイト仲間。あかねとは相思相愛の関係であるが、家が厳格なためになかなかその思いを明確にできずにいる。
あかねがHiMEであることを知った後も、それを受け入れてより絆を強める。
アニメ版
深優・グリーアによってあかねのチャイルドが破壊された結果、あかねの思い人であった和也は消滅してしまう。
最終回で復活し、全てが終わった後は再びあかねとのラブラブな学園生活を送っている。

ゲーム版（運命の系統樹）
他メディアと同じ立場で登場するが、立ち絵も声もなく基本的に台詞もない。彼を触媒としている日暮あかねがどのルートでも敗北する為、必ず死亡してしまう。

漫画版（舞-HiME）
他メディアで起こった悲劇は発生しない。目盛三姉妹との対決にて、あかねの鍵であることを受け入れてからは場所をわきまえずいちゃいちゃし続けるバカップルぶりを披露している。何度か（冗談で）祐一に同性愛の疑いをかけようとする。

武田 将士（たけだ まさし）
声 - うえだゆうじ
18歳。劍道部主将。サイキック剣法の使い手。「（自称）なつき親衛隊長」。
春妹（ちゅん めい）
高等部1-A組在籍。舞衣のクラスメート。祐一の前、舞衣の隣の席。
“ニナ”という飼い猫がおり、それがキッカケでアリカ達と運命的な出逢いを果たす。住居に困っていたアリカへ自身も暮らすアパート「メゾン・デ・ガルベローデ」を紹介する。
『舞-乙HiME』のメインキャラクターであるニナ・ウォンの原型であるとされ、外見が酷似している。OPやEDに登場はするものの、本編においてはセリフのないモブの一人でしかない。
ピクチャードラマ・乙女の祈りにおいて初めて本格的な登場を果たす。

### 中等部
美袋 命（みなぎ みこと）
声 - 清水愛
中等部3-G組在籍。14歳。舞衣のルームメイト。いつも腹を空かせている大食漢で、舞衣の作る料理が大好物。特にラーメンがお気に入りの様子。野生児と言ってもよい少女で、舞衣にはまるでペットのように懐いている。

HiMEの祭事を司る家に生まれ、その血を引く者として召使いの「ジイ」によって山奥で育てられる。生き別れの兄を探しに風華学園に来たが、それがどのような人物であったのか、記憶があいまいになっている。チャイルドをほとんど使わずにHiMEを屠ることが可能なほどの凄まじい戦闘力を誇る。
アニメ版
終盤で兄と再会を果たす。触の祭が本格化していくと同時に兄の手掛かりであったペンダントの影響で度々暴走を起こすようになってしまい、この頃より舞衣とすれ違いが生じていく。巧海を失い怒り狂った舞衣とカグツチの手に掛かり一度は命を落としたかに見えたが生存しており、以降は「黒曜の君」となった兄の側に付く。巧海の一件が誤解だと判明した時には杉浦碧と宗像詩帆を倒してしまっており、後に退けない状態に追い詰められていた。最後の決戦では操られるままに（自我は保っている）舞衣に剣を向けるが舞衣に「本当の好き」を教えられ呪縛から解放される。兄と共に消滅することで兄の暴走を止めようとした。兄の剣による負傷で死亡かと思われたが、単に腹が減って動けなくなっただけだった。

碧の言う「世界を守る合言葉」の「正義と愛と友情」のうち、「友情」の部分で気恥ずかしがるなど、意外に現代っ子。DVD特別編では兄と共に遊びに出かけたりするようになったが、舞衣にベッタリな所は相変わらずな様子。

ゲーム版（運命の系統樹）
彼女以外のルートでは、ほぼ必ず最終的な敵として立ちはだかる。彼女のルートでも最終決戦まで触媒は兄である黎人であるが、兄の本当の目的を知ったことにより彼を拒絶し、高村を触媒としてスサノオが現れる。

漫画版（舞-HiME）
己の身の丈とほぼ同じ長さの大剣「ミロク」を操る、驚異的な戦闘能力の持ち主。最強クラスのHiMEとされているが戦闘描写は少なく、後半までチャイルドの巳六も登場しない。最終話でようやく現れる。

宗像 詩帆（むなかた しほ）
声 - 野川さくら
2-F組在籍。13歳。祐一の幼馴染の少女。幼い頃風華町に引っ越してきた時に祐一と知り合い、それ以後祐一のことを「お兄ちゃん」と呼び、妹のようになついている。無邪気そうに見えて、子供らしい計算高さを持つ部分もある。祖父は封架神社の宮司。

アニメ版
祐一を一人の男として愛しており、祐一が舞衣に好意を寄せていることを知って以来、舞衣に対して敵意に限りなく近い嫉妬心をむき出しにするようになる。チャイルドの影響でさらに嫉妬は増幅し、その無意識が「白無垢の姫」の幻影として現れ舞衣を執拗に襲い続ける。晶のチャイルドを倒し、舞衣の弟である巧海を消滅させた真犯人。
終盤、凪の手によって白無垢の姫としての記憶を覚醒させられると舞衣の前に現れ、憎しみのままに舞衣の命を狙う。
最後は命の乱入によってチャイルドを一刀両断にされ、舞衣と詩帆の想い人だった祐一の消滅という形で幕を閉じる。戦いが終わり、舞衣と祐一が付き合いだした後にも祐一のことはあきらめていない様子だが、蝕の祭の間のようなあからさまな敵意はない。

ゲーム版（運命の系統樹）
天河朔夜に立場を置き換えられているため、登場しない。

漫画版（舞-HiME）
以前乱暴されそうになった所を祐一に助けられているが、それが祐一の転校を招くことになる。その後はPRINCESSの一人として、シアーズ女学院の交流プログラムの生徒として風華学園に来る（命・奈緒と同じ3-G組に編入）。
媛星の影響で祐一への愛情が歪んだものになるが、媛星の影響がなくなると元に戻る・・・が相変わらずに祐一にべったりしている。

結城 奈緒（ゆうき なお）
声 - 南里侑香
3-G組在籍。14歳。不良少女。自分の可愛さを武器に夜な夜な男を誘惑しては、自分のチャイルド「ジュリア」を使って金を巻き上げ成敗するのを趣味としている。

アニメ版
幼少の頃に強盗犯に家族を襲われ、母だけが意識不明の重体で残された。その後の周囲の人間の態度の冷たさもあって人間不信に陥り、不眠症を患っている。舞衣やなつきを敵視し嫌悪しているが、同じクラスに転入してきた命とはウマが合い、2人で一緒に夜の町をうろついたことも。物語中盤、紫子の策略によってなつきと交戦した際に片目を負傷した事で軋轢が決定的なものとなり、以降は積極的に他のHiME達を襲うようになる。なつきに対して２度もその命を狙ったことで静留の怒りを買ってしまい、返り討ちに遭ってしまった。

ゲーム版（運命の系統樹）
母親を触媒として登場。自分の触媒が誰かさえわかっておらず、HiME能力を悪用し刹那的な日々を送っていたが、敗北したことにより能力を失う。「修羅」ではサブストーリー扱いになっている。

漫画版（舞-HiME）
性格はほぼ同じだが、見捨てたにもかかわらず迷わず自分を助けてくれた碧はリーダーとしてある程度認めている。アニメ版に比べると性的なことにも慣れているらしく、演技とはいえ祐一に迫るシーンまである。鍵は武田将士。

小説版（徳間書店）
エピローグでは、命を自然に友達と認めている。

尾久崎 晶（おくざき あきら）
声 - 小林沙苗
1-J組在籍。13歳。巧海のルームメイト。一人称は「俺」で学園一の美少年と言われているいわゆる「男装の麗人」。典型的なツンデレ。

300年前の蝕の祭に敗れたHiMEを輩出した、忍び一族の長の娘。父親のいいつけで幼い頃から女であることを隠して生活しており、正体がバレた場合には相手を殺すように言われている。忍者としての能力をいかしながら、HiMEの秘密を独自の立場から調査していた。
アニメ版と漫画版での忍者衣装がまったく違う。アニメ版では一種類しかないが、漫画版では三種類ある。
アニメ版
人気赤丸急上昇中の巧海と同室であることから、高等部のお姉様たちからそっち系の妄想を掻きたたせた。巧海に姿を見られた際は、かなり赤面しながら「学園の平和を守る正義の仮面忍者（漫画版では謎のくノ一）」と名乗っているが、拓海には正体がバレバレであった。女々しいことが大嫌いで巧海のことを軟弱だと馬鹿にしていたが、次第に難病を抱えながらもひたむきに生きる巧海に惹かれていく。後に女であることもバレてしまうが巧海に受け入れられる。
最終回では巧海に付き添ってアメリカに渡っており、その際に男装をやめてスカートを穿いている。

ゲーム版（運命の系統樹）
12人のHiMEの一人ではあるが、全く登場せずどのルートでも誰かしらに敗北する。想い人は巧海ではなく（そもそも巧海の年齢が違う為、知り合いではない）、誰であるかは不明。

漫画版（舞-HiME）
クラスの学級委員長を務めている。巧海との恋愛関係は存在せず、男友達止まり。20話をきっかけに命と仲が良い。チャイルドがいない。
父親からの任務なのか、「黒曜の君」の復活を防ぐために復活前の「黒曜の君」を探し出し倒そうとするも返り討ちにあう。
石上と紫子の策略によって一部を除く他のHiME達から総攻撃を受けてしまい、蝕の祭二人目の脱落者となる（アリッサ除く）。最終決戦以外は他のHiMEと共闘することもなかった。
忍頭の父親は晶を利用して覇権を狙う野心家として描かれており、敗退した娘に激怒し、療養中の身のまま地下牢に幽閉。その後の消息は不明。
最終回では命・奈緒と同じ3-G組の教室でセーラー服を顔を真っ赤にして着ており、奈緒に笑われている。

鴇羽 巧海（ときは たくみ）
声 - 高橋裕吾
1-J組在籍。13歳。舞衣の弟。小さい頃に母親を亡くしてからは、常に舞衣に守られている。ケーキ作りが得意、子供をあやすのが上手いなど晶と比べると少々少女らしい面がある少年。

心臓に持病を持ち、そのため舞衣に負担をかけていることに引け目を感じている。舞衣と離れて寮で暮らすようになってからは、少しずつ舞衣から自立しようとする。と同時に舞衣の優しさを重荷に感じるようになる。生きることに疲れたように感じ始めるが、晶の想いを受け取り生きたいと思うようになる。
アニメ版
最終回では晶と一緒にアメリカに渡航、手術を受けている。DVD最終巻収録のDVD特別編には、晶と共に帰郷する船上にいることから、手術は成功したものとみられる。

ゲーム版（運命の系統樹）
他メディアとは違い年齢が9歳で、基本的に入院している。殆どのルートで、病気の悪化や舞衣の触媒として死亡してしまう。

漫画版（舞-HiME）
発作で一度は息を引き取るがなんと「黒曜の君」として復活。全世界に宣戦布告し、ワシントンなどを壊滅状態に陥れる。マリーや楊貴妃と一緒に風呂に入るという場面も。
最終回では健康体になり、男子寮に引っ越してくる。

炎 凪（ほむら なぎ）
声 - 石田彰
2-F組在籍。15歳。「黒曜の君」の部下。

HiMEたちにHiMEのシステムの説明をしたり、なにやら思わせぶりなセリフを吐いて、HiMEや関係者を混乱させる。オーファンを呼び出しHiMEと戦わせていたり空間を移動したりと、普通の人間ではないようだ。
ゲーム版（運命の系統樹）
星詠の舞の進行役。主人公やHiME達の前に度々現れては思わせぶりな言動をして去って行く。その正体は、この12人のHiMEが戦う悲劇的な儀式を作り上げた卑弥呼の実の弟（本人は死んでいる為、正確にはその魂）である。

漫画版（舞-HiME）
顔つきや性格がかなり悪っぽくなっている。なつきの前で祐一と舞衣との関係を暴露して、なつきがチャイルドを召喚できない状況に追い込む。
最後の決戦では何十体もの凪が出現しており、祐一やなつき達に襲いかかったが、あとから来た深優と戦闘、ほとんどの凪が深優に返り討ちにされコテンパンにされる。
戦いの後は普通の人間として風華学園に在籍している様子（制服はその前から着ていたものと同じ）。
小説版（徳間書店）
真の姿は巨大な狐であり、深優の力をもってしても太刀打ちできない力を持っている。遥か昔に一人の少女を守るために「黒曜の君」に敵対し、経緯は不明だがそのことが基で現代まで「黒曜の君」の僕として働き続けている。

夢宮 ありか（ゆめみや ありか） 
声 - 菊地美香
中等部だが学年、クラスは不明。右太ももにシアーズ財団の紋章型の痣があり、どうやらシアーズ財団の回し者らしい。エレメントは『真風華学園激闘史』ではロッド、「風華大戦」ではアリッサ同様、髪もエレメントであるような描写がある。
『舞-乙HiME』の主人公。アニメ版、漫画版最終回に1シーンだけゲスト的に登場。CV付きのキャラとしては『舞-HiMEファンディスク』に収録されたプロモ映像『舞-HiME対舞-乙HiME 萌え？史上最大の決戦！！』で登場。『舞-乙HiME』DVD1巻に収録された幻の劇場版「風華大戦」予告編にて、舞-HiME本編に正式登場。『真風華学園激闘史』に隠しキャラとして参戦。
漫画版（舞-HiME）
高等部の制服を着用している。第一話の祐一と同じく、舞衣となつきのHiMEの能力を使った痴話喧嘩を見て“共学はすごい”と思っただけで流している。

### 初等部
アリッサ・シアーズ（Alyssa Searrs） 
声 - 宮村優子
3-D組在籍。9歳。聖歌隊に所属し、その歌声から「黄金の天使」と呼ばれている。

シアーズ財団会長の娘。人工的につくられたまがいもののHiMEで、HiMEと同じくチャイルドを操ることができると同時に、オーファンも召喚することができる。召喚したオーファンにはシアーズ財団の紋章が刻まれる。しかし、力を使うと疲労により倒れかけることもある。力を使うときには髪が黄金色に輝く。この設定は舞-乙HiMEにてその子孫とみられるアリカを、ミユが判別する際に使われることとなる。
『舞-乙HiME』で彼女が血を後の世に繋いでいたことが明らかになった。レナ・セイヤーズおよびその娘のアリカ・ユメミヤは彼女の末裔である。

身内以外との接触を極力避ける傾向にあるが、自分を守るアンドロイドの深優とは深い心の繋がりを持っている。
アニメ版
父親から指揮の全権を委ねられた後は風華学園を軍事力で制圧し、HiMEの一掃をたくらむも舞衣の前に敗北する。その後、財団の反会長派の差し金でグリーアにより深手を負い、深優と共に行方をくらます。
実は真白に密かに救出、看護されており、最終回で他のHiMEの想い人同様に復活を遂げる。戦いが終わった後は、深優と共にシスター見習いとして暮らしている（徳間書店版小説では死亡扱いとなっている）。

ゲーム版（運命の系統樹）
6歳という設定になっており、アニメ版よりもさらに幼い。深優のことをあまり好んでいないという違いもある。初めての実戦中に力が暴走して死亡する。
漫画版（舞-HiME）
玖我なつきとシアーズ前会長の遺伝子を組み合わせて作られたクローンにしてPRINCESS。なつきを姉と慕ったり、紗江子になついたりしているなど年相応のキャラになっている。
終戦後には「玖我アリッサ」としてなつき・紗江子・深優と共に暮らしている。

### 教職員
風花 真白（かざはな ましろ） 
声 - ゆかな
風華学園の理事長。11歳。ある目的のためにHiME達を学園に集め、300年前に自ら体験して数多くの悲劇を目の当たりにしたHiME同士の争いを止めるために尽力する。

ゲーム版（運命の系統樹）
他メディアと同じく風華学園の理事長として登場する。HiMEに関してほぼ全てのことを把握しているが、中々話そうとはしない。真白本人は普通の人間であるが、その身体にはこの儀式を作り上げた卑弥呼の魂が宿っている。

漫画版（舞-HiME）
HiMEの一人であり、時を操る能力を持つ。第1024代目風花家当主。風華学園の理事長を務め、風華の地を見守る傍ら普通に風華学園初等部在籍の生徒（6-A組に在籍）として授業にも出ている模様。ことを掻き混ぜそれを見て楽しんでいる。

姫野 二三（ひめの ふみ） 
声 - ゆかな
真白の秘書兼メイド。19歳。いつも笑顔を絶やさない、ホンワカとした雰囲気を持つ少女。真白の役に立つことを無上の喜びとしている。着用しているメイド服は趣味だが、家事全般を完璧にこなす。高い戦闘能力を保有している。

真白の元に仕えるまでの経緯については一切不明。メガミマガジン小説版では一部その辺りの描写がなされている。
アニメ版
真白とともに「黒曜の君」に戦いを挑むも返り討ちにあう。その後は暗示をかけられたのか、「黒曜の君」の身の回りの世話をさせられている。
最終回では真白の後を継いで理事長に就任している。その際装いをスーツに変えている（小説版ではメイド服のままである）。

ゲーム版（運命の系統樹）
アニメ版と同じように真白のメイドとして登場はするが、本作ではHiMEではなく、立ち絵も声もなく基本的に台詞もない。

杉浦 碧（すぎうら みどり）
声 - 田村ゆかり
風華学園非常勤講師（担当は日本史）。24歳。自称年齢はじゅうななさい。大学院生で古代史を専攻していたが、何らかの理由で追い出された模様。陽子によれば学部時代の成績は優秀だったようだ。講師として赴任する以前は、舞衣やあかねと同じファミレスでバイトしていた。
決められた運命を信じず、運命は人の思い（意思）、知恵、力で変えることができるというのが信条。HiMEの力は正義のためにある！」と信じて疑わない熱血派。ドジな所も多いが、最年長だけあってHiME達の中で最も人格的に落ち着いている。HiME戦隊で最後まで己を見失わなかったのは彼女のみである。

舞衣・なつきと同じく、電童に登場したC-DRiVEメンバーのユキがキャラクターデザインのベースである。
アニメ版
蝕の祭りの真の目的が判明する前には、舞衣やなつき他7人でオーファンから学園を守るという目的のため、HiME戦隊を結成しようとしていた。「風華学園周辺の伝説について調べているうちに、HiMEに隠された重要な秘密につきあたる。教師として、生徒たちの争いをなんとか食い止めようと尽力するが、結局は自らも戦いに巻き込まれ、最後は深優再起動の時間を稼ぐために命と対決、チャイルドを屠られる。
最終回では大学に復帰、佐々木教授とともに古代遺跡を守るために忙しいようである。DVD特別編ではなぜか学園に戻ってきており、再びリンデンバウムでバイトをしている。大学院の担当教官の佐々木教授とは師弟関係（恋愛関係？）にあるが、陽子には親父趣味と言われている。

ゲーム版（運命の系統樹）
初めから風華学園の教師として登場する。以前は舞衣やあかねが働くリンデンバウムで共に働いていた。想い人はアニメ版と同じく佐々木教授。自ら他のHiMEと戦うことはないが、殆どのルートで誰かしらに襲撃され、敗北してしまう。

漫画版（舞-HiME）
風華学園の正式な教員として勤務する傍ら（ただし、16話までは出張中で不在）、対オーファン部隊のリーダーを務める。その大味な攻撃から周囲からは迷惑がられる。

鷺沢 陽子（さぎさわ ようこ） 
声 - 木村亜希子
保健医。25歳。碧とは大学時代以来の友人で、担当教官との恋愛に悩む碧の良い相談相手。頼りがいのある姐サンタイプで、生徒からも慕われている。

大の車好きで、見るだけでなく自らサンデーラリーに出場したりしている。ハンドルを握ると性格が変わるようで、一度助手席に乗った碧が気絶しかけている。愛車はランエボVIII。酒豪でもあり、薬品棚の薬品の瓶にジンなどを隠している（ちなみに、ジンは元々解熱剤として医師によって考案された酒である）。
神崎黎人とは過去に何かあったような素振りを見せたこともあったが、詳細は不明。
漫画版（舞-HiME）
HiMEの一人で、対オーファン部隊補佐として治癒を担当している。トラックを改造した移動保健室を持つが、それ以外に車好きの表現はない。

真田紫子（さなだ ゆかりこ） 
声 - 井上喜久子
風華学園内にある教会のシスター。20歳。天然ボケなのがたまにキズ。生徒の悩みを聞き、「青春の情動」に流されないよう導いていく立場だが、最近の女子生徒の大胆な行動には、思わず赤面させられることも多い。この作品における一番の巨乳キャラである。

アニメ版
神に仕える清廉かつ純粋な乙女で、男性と付き合った経験もない誠実なシスターだったが、紫子の力を利用しようと企んだ石上によって誑かされる。事態は石上の思惑通り進んでゆくが、紫子自身は他のHiME達を騙していることに対して次第に罪悪感を募らせてゆく。舞衣と対峙した際に己の行為を全てを告白し、舞衣の本当の気持ちを自覚させた後に、石上とともに自らのチャイルドによって炎の中へと消えていく。
最終回で復活した後に石上の子供を身篭り、シスターを引退（休業？）しているが、たまに教会の様子を見ている模様。DVD特別編でその後は意外と上手くいっているようである。

ゲーム版（運命の系統樹）
12人のHiMEの一人ではあるが、全く登場せず立ち絵も声も台詞もない。どのルートでも誰かしらに襲撃され敗北してしまう。石上が登場しない為、想い人は不明。

漫画版（舞-HiME）
PRINCESSの一人でシアーズ女学院交流プログラム引率責任者として学園に来ている。

石上亘（いしがみ わたる） 
声 - 三木眞一郎
風華学園非常勤講師（担当は美術）。一番地のエージェントでもある。紫子の力に目を付けて彼女を最強のHiMEに仕立て、自らが星の力を手に入れ「黒曜の君」に取って代わることを企む野心家。そのためHiMEたちの争いの火種を作ることも厭わない。そして紫子を誑かすに至るが、罪の意識に耐えられなくなった紫子の手で無理心中に至る。戦いが終わった後は、身重の体になった紫子がシスター見習いの奈緒と深優、アリッサの行動を叱咤するのを後ろで小さく見守る描写から、立場がすっかり逆転してしまったようである。彼も武田と同じく『舞-乙HiME』に未登場であったが、続編のZweiで登場を果たす。
グリーア神父（ジョセフ・グリーア） 
声 - 有本欽隆
風華学園内にある教会の神父。正体はシアーズ財団のHiME捜索の責任者。深優の設計者の一人でもある。HiMEの割り出しに手こずったために更迭される。財団の反会長派の命令でアリッサを始末しようとして深手を負わせ、そのことに激怒した深優の手によって殺害される。
ゲーム版（運命の系統樹）
事故で亡くした優花という娘がおり、優花をベースにして深優を設計している。

迫水 開治（さこみず かいじ） 
声 - 陶山章央
巧海・晶のクラス担任。元々は一番地のエージェントであるが、なつきの情報収集に協力する。アフロ頭が特徴。玖我紗江子とは職務上の知り合いで微かな想いを寄せていた節があり、幼い頃のなつきと日常的に顔を合わせていた。紗江子の死後に急激に太ったため、なつきは終盤までそのことに気付かなかった。なつきをはじめとするHiME達のことも彼なりに心配していたらしい。
最終回では再び旅に出ようとしたなつきに対して、単位不足を理由として補習履修を命じる。なつきの懇願もあっさり拒否している。
ゲーム版（運命の系統樹）
主人公や碧の同僚として登場。一番地の人間であるが、基本的にこちらに協力的な姿勢を見せる。ダジャレを言うのが好き。

漫画版（舞-HiME）
詩帆の転校時に1コマだけ登場。命・奈緒のクラス担任のようである。
小説版（徳間書店）
ジョンを一瞬で倒すなど、あなどれない体術の持ち主。

## シアーズ財団
欧米の巨大企業を陰で牛耳る財団。
シアーズ会長 
声 - 麻生智久
シアーズ財団の最高責任者であり、一番地に取って代わって「蝕の祭」の支配を目論む。風華学園へ人工のHiMEであるアリッサ、他のHiMEを始末すべくアンドロイドの深優を、責任者としてグリーアを送り込む。しかしその工作が難航したことからグリーアを更迭し、自ら率いる黄金艦隊などの私設軍隊を風華学園への制圧に向かわせる。しかしHiMEたちによって壊滅させられ、アリッサの敗北により彼女の思い人であった会長は消滅した。
ジョン・スミス（John Smith） 
声 - 内田直哉
シアーズ財団広報第4課所属。行方不明になった深優の回収を任務としているが、発見することができなかった。そこで、深優の秘密を「黒曜の君」に話すことで、深優の始末を一番地に押し付け、なおかつ「黒曜の君」との友好関係を築こうとする。なつきに母の秘密を語って彼女を動揺させ、結果として彼女がデュランを呼び出すことができない状態へと追い込む。その後、「黒曜の君」との密談を行うが、それ以降の消息は不明（「黒曜の君」側が暗にシアーズ側を「使い捨て的存在」と見なしていた描写はある）。
小説版（徳間書店）
玖我紗江子と愛人関係にあり、シアーズ側への寝返りをそそのかしたのは彼である。
アリッサ・シアーズ
詳細はアリッサ・シアーズを参照。
深優・グリーア
詳細は深優・グリーアを参照。
ジョセフ・グリーア
詳細はグリーア神父を参照。

## 一番地
玖我 紗江子（くが さえこ） 
声 - 長沢美樹
なつきの母親。一番地に所属していた科学者だが、なつきと共に脱走を図ろうとした際に事故死を遂げる。
深優の起動シークエンスの中に彼女の名前が入っていることから、深優の基礎部分を設計した人物だと推測される。
一番地から脱走を図ったのは、なつきをシアーズ財団に売ろうと考えていたからだ、スミスがなつきに告げている。真偽を示す証拠の描写がないが、なつきが何かの資金源を探っている描写がある。これがなつきの動揺を誘い、デュランを召喚できなくなる状況が生じる。
シアーズ側に寝返りを図った真相は、戦姫の神事の存在に気付き、過酷な未来からなつきを守ろうとした結果である。
ゲーム版（運命の系統樹）
なつきの想い人である為、殆どのルートで死亡してしまうが、正体を隠しながらも序盤から登場しているため出番は少なくない。シアーズ財団の末端であるが、常になつきのことを想って行動していた。

漫画版（舞-HiME）
シアーズ財団に所属する科学者として登場し、会長職も務めている。かつてマリー・アントワネットに殺されかけるが、シアーズの科学力で身体の一部を機械にして生存している。以後はなつきにマリーを倒させるために生存を知らせず、秘密裏にアリッサを生み出し、深優を開発する。自身もHiMEでPRINCESSでもあり、チャイルド「デュランデュラン」（デュランの強化版）を駆ってなつきと直接対決する。
媛星への探究心のために、なつきを「不良品」として切り捨てる冷酷さを発揮する。が、それがシアーズ財団役員会の不信を買い全会一致で会長を解任され、またなつきに敗れて力とデュランデュランをも失う。
その後再び出現したマリーにより重傷を負わされた後は、憑き物が落ちたかのように思いやりある母親となる。戦いの後はなつき・アリッサ・深優とともに暮らしている。
小説版（徳間書店）
ジョン・スミスに誘惑された結果として描かれる。
石上亘
詳細は石上 亘を参照。

## その他

### ゲーム版のみ
高村 恭司（たかむら きょうじ）
ゲーム版の主人公。23歳。誕生日は9月12日。身長177cm。体重63kg。血液型B型。大学院2年（天河ゼミ）。好きなことは考古学を語ること。苦手なことは恋を語ること。眼鏡を掛けた青年。
媛伝説の研究者、天河教授の一番弟子で風華学園の1年3組臨時教員（古典担当）。大学院で媛伝説の研究をしており、その際シアーズの資金提供を受けている。専門は考古学。行方不明の教授のあとを継いで媛伝説を研究、調査する。趣味の発掘は高校時代に夏休みの宿題を早く終わらせ残りの時間を全てつぎ込むほど筋金入りである。学者肌だが必要に迫られれば戦闘も厭わない勇敢な性格。実は「星繰りの一族」という由緒正しい一族の子孫。高村家は小野篁ゆかりの一族のようである。「クサナギ」という古い銅剣を持つ。アニメ版、漫画版における楯祐一のポジション。
天河 朔夜（あまかわ さくや）
声 - 松来未祐
高等部1年。15歳。誕生日は2月22日。身長152cm。体重41kg。血液型B型。好きなものは先生（高村）。嫌いなことは自分に嘘を吐くこと。
自分には素直で行動的だが、天然な性格。考古学者の天河教授の娘。高村の家庭教師時代の教え子であった頃から高村を「お兄ちゃん」と呼び、恋慕の情を抱いている。林間授業で高村を助け、そのときHiMEに覚醒する。覚醒後に戦いに敗れればどうなるかを知り、高村を守るためにHiME狩りを行う。本人の戦闘力はさほど高くないものの、一撃必殺のエレメントによる攻撃とチャイルドの能力を使いこなし最も多くのHiMEを屠る。エレメントは大鎌の「紅月鎌（こうげつれん）」。アニメ版、漫画版における宗像志帆のポジション。
ツキヨミ
声 - 伊月ゆい
天河朔夜のチャイルド。召喚されていない時でも小さな可愛らしい姿で常に物質化している。どうやら、朔夜と会話することができるようである。
九条むつみ（くじょう むつみ）
声 - 氷上恭子
媛伝説の調査を高村に依頼したシアーズ財団の窓口を務める女性。39歳。普段は、シスターとして、グリーア神父の拠点である風華学園内の教会にいる。正体はなつきの母親である玖我紗江子。元は一番地の研究員だった。
巧海（たくみ）
声 - 沢城みゆき
高村が病院で知り合った少年で、舞衣の弟。オカルト好きで、考古学をたしなむ高村を「師匠」と呼ぶ。アニメ版とは年齢設定および誕生日が違い、初等部4年2組在籍、誕生日は7月18日生まれの9歳の少年である。
嵯峨野 孝也（さがの たかや）
声 - 宗矢樹頼
天河家に仕える執事。通称は「サギー」。家事万能だが、強面で屈強な体格。
天河 諭（あまかわ さとし）
声 - 有本欽隆
高村の恩師にして考古学者。天河朔夜の父親。媛伝説研究の第一人者だったが、現在は行方不明になっている。テンガロンハットと髭がトレードマークであり、豪快な人物だが学者としての力は本物である。どのルートを進んでも必ず死亡してしまう人物であるため、出番が極端に少ない。

### 漫画版のみ
目盛三姉妹（スケール・シスターズ）
第13話で初登場。三姉妹が全員同じ顔をしており、三人それぞれの名前も不明。オリHiME隊に所属しており、和也を人質に取りあかねをオリHiME隊に引き入れようとするが、チャイルドを召喚されてしまい返り討ちにあう。オリHiME隊が吸収合併された後はモブキャラ化しており、舞衣達が地下に落ちた時に救出作業している姿と、最終決戦の時にHiME達を見送る姿ぐらいしかない。最終回で遥亡き後（実際は死んでない）新執行部長になる予定だった。必殺技は対チャイルド戦用三位一体攻撃（デルタアタック）。
不良（奈緒の鍵）
第9話で初登場（ただし、第1話における祐一の回想にもシルエット状態で出ている）。結城奈緒の最初の「鍵」だが、詳しい学年は明言されず。
かつて詩帆を暴行しようとして祐一に返り討ちにされ、腹いせに彼の利き腕を刺している。いわば、祐一が前の男子校を退学した元凶である。それから、本人も退学処分を受け、風華学園へと移ってくる。
シアーズ介入時に、深優によって奈緒ともども「素行不良につき、不要」と判断され、ジュリアを倒されると同時に消滅。唯1人の「鍵」の犠牲者となる。
ポチ
第20話で登場。美袋命が飼っていた、凪曰く出来損ないのオーファンでウサギのような姿をしている。最初は命のことを警戒していたが、命に懐くようになる。
一度尾久崎晶に仕留められそうになるが、命が庇い、晶もポチのことを任務に支障がない限り仕留めないことにしている。しかし、凪の能力によりオーファンとしての力が目覚め、学園を襲う。武器を捨てて自分を受け止めようとした命を護るため、自分で自分を攻撃し死亡。
楊貴妃（ようきひ）
宇宙三大美少女（Queen）の一人。見た目は猫の半獣人のような姿をしており、語尾に「〜ニャ」と付ける。彼女のHiMEの痣は額にあるが、上下が反転している。原子を自由に操ることができ、深優の量産型を一瞬にして倒すときに猫パンチ、29Qといっている。「黒曜の君」が全世界に宣戦布告をする際に媛星への核ミサイル攻撃を全て分解して無効化してしまう。髪型のアクセサリーの部分で「なめるにゃヨ」「にょ」「HiMEまっしぐら」「寿」「滅殺」と所々に書いてある。最終決戦では命、晶、奈緒の3人と戦っており、その戦いの最中に媛星に取り込まれる。戦いの後は普通に風華学園（中等部に在籍）に通学している。この姿は漫画版舞-乙HiMEのミコトの原型にもなっている。
マリー・アントワネット
宇宙三大美少女（Queen）の一人。見た目はまんまお姫様のようであり、口調も貴族っぽい。舞衣より胸がでかい。彼女のHiMEの痣は首筋にあるが、左右が反転している。楊貴妃と違い自分の手で戦わず、ほとんどチャイルドに戦闘を任せている。ただ、自分の手で深優をあっさりと倒しているから弱いわけではない。「黒曜の君」が全世界に宣戦布告をする際にワシントンDCを壊滅させている。最終決戦では碧、遥、雪之と戦い、3人の自爆技愛校ダイナマイトの前にチャイルドごと倒される。戦いの後は楊貴妃と共に普通に風華学園（中等部に在籍）に通学している。

### 小説版のみ
鈴木耀（すずき あかる）
小説・学研版『舞-HiME』に登場するオリジナルキャラクター。玖我なつきに一方的に恋愛感情を抱いている少女。
漫画版の最終話にも1コマだけ登場。舞-乙HiME嵐にも彼女そっくりのコーラルオトメが登場している。

## チャイルド
神や天使の名がモチーフになっているものが多い。
カグツチ  
鴇羽舞衣が召喚する、火竜の姿をしたチャイルド。風華学園の裏山に封印されていた存在で、先代水晶の姫の使っていたチャイルド（＝最終的に勝ったチャイルド）でもある。全チャイルドの中でも極めて高い戦闘能力を有し、口から吐く炎は鉄骨や岩程度ならば簡単に打ち砕く威力があり、連射も可能。全力で発射した場合は山をも吹き飛ばすほどの破壊力となるが、その際には身体についたタービン状の機関が回転し、タメを行う。飛行能力を有し、さらに単独で大気圏突破可能な高機動形態も存在する。ほかにもアルテミスの大出力レーザーを受けても炎の中から復活するなど、他のチャイルドとは一線を画した超常的性能を持つ。ただし、時々舞衣の命令を無視して敵を攻撃することがある。あまりにも反則的な強さを誇るため、不公平ではないかと奈緒が突っ込むおまけ漫画もあったほど。見た目は大きく奇怪ではあるが、主である舞衣のことを心配するしぐさも見せる。漫画版では舞衣が「黒曜の君」に付いたことに伴い黒い姿となる。「鍵」は楯祐一。『運命の系統樹』では生物的な外見をしており、鎖と剣で口を封印されており力を制限されているがそれでも最強とも言える能力は健在である。ルートによっては暴走することとなる。日本神話の火の神・火之迦具土神が元ネタ。
デュラン  
玖我なつきが召喚する、オオカミの姿をしたチャイルド。目標を凍らせるシルバーカートリッジや、貫通弾のクロームカートリッジ、閃光弾のフラッシュカートリッジなど様々な種類の砲弾を撃てる。終盤、なつきの想いの強さにより巨大化することができるようになる。漫画版では一時召喚不能になるがデュラン・マックスハートに成長して黄金に輝くボディとなり、絶対零度の弾頭・ダイヤモンドカートリッジを撃てるようになり、「黒曜の君」によってさらに強化されたカグヅチを破るなど、アニメ版より遥かに強くなっている。「鍵」は楯祐一。『運命の系統樹』では「カートリッジ」が「マテリア」になっている。幼少期になつきは「デュランII世」という名の犬を飼っており、そこから命名される。なつきの父が好きなバンドにちなんでいる（そのバンドの名はバーバレラの映画に登場する悪の科学者の名を由来としている）。
巳六（みろく）  
美袋命が操る、三本腕の空飛ぶ鬼の姿をしたチャイルド。武器は棍棒。通常は姿を現さず、背中の剣山のようなもので地面から相手を攻撃することがほとんど。漫画版と『運命の系統樹』には登場しない。全身を現したときに命が「黒曜の君に貰った力」と言っているほか、命がダウンした後も「黒曜の君」を守るように復活し、「黒曜の君」が自身と同格扱いしている。
愕天王（ガクテンオウ）  
杉浦碧が召喚する、サイのような姿をしたチャイルド。戦車形態に変形し、車輪から出す竜巻で相手の動きを封じ、碧を乗せながら敵に吶喊するスパイラルダッシャーが必殺技。漫画版では「ガッテンオー」と呼ばれている。犀型での活躍は少なく主に人型の愕天大王（ガッテンダイオー）に変形して戦う。「鍵」はインコ。『運命の系統樹』にはメカ要素がない。
ジュリア  
結城奈緒が召喚する、ジョロウグモのようなチャイルド。口から出す糸で相手の動きを封じる。漫画版では深優に倒された後、「鍵」を変えて再び召喚される。「鍵」は不良（名前不明）→武田将士。一人のHiMEに複数の鍵が付くのは稀。
ハリー  
日暮あかねが召喚する、トラのような姿のチャイルド。胸のミキサーに敵を吸い込んで粉砕する。漫画版では、胸のミキサーで風を起こし攻守に活躍する。「鍵」は倉内和也。
ゲンナイ  
尾久崎晶が召喚する大蝦蟇の姿のチャイルド。背中のライトで敵の影を映し出し、それを晶がクナイ型のエレメントで刺して動きを封じ、口からハンマーを出して敵を粉砕する地獄釜が必殺技。晶は、ゲンナイを呼び出している間のみ、煙で姿を消す霧隠れの術を使えるらしい。初登場時は召喚にあたって呪文を詠唱していたが、その後の登場では呪文なしでも召喚できている。漫画版では使用されないが、眞白が見せたヴィジョンの中に登場。
聖ヴラス  
真田紫子が召喚するチェスのナイトの駒のようなチャイルド。敵に幻覚を見せて、その隙にチャイルドの中に閉じ込める。骨を剥き出しにした鳥のような飛行形態もある。漫画版では直接敵を閉じこめてその中で幻覚を見せるようになっている。漫画版ではヴラスとだけ呼ばれている。
ダイアナ  
菊川雪之が自分の真下の地中に召喚する、冬虫夏草のようなチャイルド。胞子型のカメラを周囲に散布しての索敵や光学欺瞞が得意。武器は背中にあるどこまでも伸びる触手だけで、本来はサポートに徹するタイプ。ローマ神話の女神ダイアナではなく、赤毛のアンの友人の名前が元ネタ。『運命の系統樹』では魚のような外見になっており、触手などは持たない。
ヤタガラス  
白装束を纏った宗像詩帆が召喚する烏のような姿のチャイルド。空を飛べ、とても素早い。口からビームを放ち、羽根を弾丸のように飛ばすことができる。日本神話の霊獣・八咫烏が元ネタ。漫画版では眞白のヴィジョンでのみ登場。
清姫
藤乃静留が召喚する八岐大蛇もしくはイカのような（『運命の系統樹』では完全に八岐大蛇）チャイルド。カグツチを抑えられるほどに強く巨大で、ダイアナ、ジュリアをあっさりと倒す。能・歌舞伎の演目「道成寺」で知られる清姫が元ネタ。終盤、静留が鐘にエレメントを巻きつけてなつきを襲うシーンも、安珍清姫の伝説を意識したものである。漫画版では眞白のヴィジョンでのみ登場。
傀儡(二三チャイルド)
姫野二三が召喚するチャイルド。本編内における正式名称は不明。姿は鬼の角を生やした風花真白そのもの（しかし、どことなく巳六の面影がある）。実はキャラクターデザインの久行が本編登場話において即興で描き上げたものであり、登場時に設定画は存在しなかった。長らく正式名称が存在せず、公式サイトでも「二三チャイルド」と表記されていたが、後年サンライズクルセイド内にてカード化された際には「傀儡」の名義で収録されている。
アルテミス  
アリッサ・シアーズが操る、人工衛星エクリプス1と融合した人造チャイルド。本体は胎児のような形をしている。衛星軌道上から地上に向けて放つビーム「黄金の雷」が必殺技。ギリシア神話の月の女神アルテミスが元ネタ。

### ゲーム版のみ
スサノオ  
『運命の系統樹』の命のチャイルド。エレメントカムツカに直接繋がっている剣。生物がそのまま刀身となったような姿であり、目玉や角などが付いている。日本神話の素戔嗚尊が元ネタ。
KAMAEL（カマエル）  
深優・グリーアのチャイルド。雷撃と風を操る、天使型のチャイルド。飛行能力も有しており、その速度も速い。能力や外見など、アリッサのチャイルド・メタトロンの影響を多分に受けている。セフィロトの第5セフィラ・ゲブラーの守護天使、大天使カマエルが元ネタ。
ツキヨミ  
天河朔夜のチャイルド。常に物質化しており、普段は子猫のような子犬のような小さい動物の姿だが、戦闘時には大きな翼と鋭い爪を持つ巨大な獣の姿となる。翼で風を操ることができる。日本神話の月の神・月讀命が元ネタ。
METATRON（メタトロン）
『運命の系統樹』のアリッサのチャイルド。電撃を操る天使型チャイルド。電撃を使うが電撃に弱い。その他風・地震を起こすなど能力は多彩。セフィロトの第1セフィラ・ケテルの守護天使、大天使メタトロンが元ネタ。メタトロンを元にシアーズオーファンを改造・強化したコピー、サンダルフォンがいる。そちらは第10セフィラ・マルクトの守護天使、大天使サンダルフォンが元ネタ。

### 漫画版のみ
光黙天（こうもくてん）  
珠洲城遥が召喚する、チョウチンアンコウのようなチャイルド。武器は額の第二の口から出す触手から撃つレーザー光線（と言いつつ技名はビーム）のみだが、ミロワールのミラー反射により、オールレンジ攻撃も可能となっている。ミロワールと合体して放つ必殺の黙示録（ジェノサイド）サンシャインは東京ドーム10個分の面積を焦土とする威力がある（らしい）。「鍵」は菊川雪之。遥は「天をも黙らす規律の光」という意味で名づけたらしい。
ミロワール  
菊川雪之が召喚する、漫画版のダイアナとも言うべきクラゲ型チャイルド。子クラゲについているカメラを使っての索敵に加え、子クラゲを使って光黙天のレーザーを自在に反射したりする。光学迷彩機能も付いており子クラゲ共々自由に姿を消すことができる。光黙天と合体した際、頭の部分はレーザー口となる。同じサポート型とはいえ、その能力からすると総合的な戦闘力はダイアナよりも上だと考えられる。雪之のエレメントはアニメ、漫画版共に同じ。「鍵」は珠洲城遥。「ミロワール」とはフランス語で“鏡”の意。
愕天大王（ガッテンダイオー）  
杉浦碧が召喚する愕天王がさらに変形した、戦隊ヒーローや勇者シリーズの合体ロボットを思わせる巨人型のチャイルド。パワーが強過ぎるため、敵味方関係なくぶっ飛ばしてしまう。そのため戦闘後は周りが壊れ放題。飛行機能有り。
ホワイトラビット  
風花真白が召喚する、白兎型のぬいぐるみのようなチャイルドで、数羽いる。大時計のエレメントの黄金時計（ゴールデンタイム）と同時に力を発揮し、対象の時間を遅らせたり、過去の出来事を投影したりすることができる。「鍵」は姫野二三。元ネタは「不思議の国のアリス」の白ウサギ。
詩帆チャイルド  
PRINCESSである宗像詩帆が召喚する蛸型のチャイルドで、正式名称は不明。小さな分身を寄生させることで対象を操ることができる。本体の触手はオーファンを一撃で粉砕する。実力はあったが、媛星の接近と共に精神に異常をきたした詩帆により暴走してしまう。
アイザック  
PRINCESSであるアリッサが召喚する、球形をしたチャイルド。重力を操って相手をジワジワ押しつぶし、相手をチャイルドの中に閉じ込めておくこともできる。万有引力のアイザック・ニュートンが元ネタ。
デュランデュラン  
PRINCESSである久我紗江子が召喚する、デュランを二頭融合したような双頭・四砲身の砲撃型チャイルド。原子力で目標を破壊するプルトニウム＝カートリッジを撃つ。デュラン・デュランとの関係は不明。
マリー・チャイルド  
宇宙三大美女であるマリー・アントワネットが召喚するバラのような大型チャイルドで、正式名称は不明。いくら切られても再生する金属製の蔦を張り巡らせ相手を拘束するフルール＝サンフォニーを使う。
猫球（マオキウ）  
宇宙三大美女である楊貴妃が召喚する、大きな猫の頭の姿をしたチャイルド。触れた物を原子レベルまで分解させてしまう毛を楊貴妃が引き抜き（猫球は痛がっていた）、敵に向けて投げつける。猫球自体が毛を放射することも可能。
ヒルコ（媛星チャイルド）  
媛星から出てきた、天使のような巨大チャイルド。「黒曜の君」となった鴇羽巧海から、媛星は蛭子だという話がある。その能力は世界の作り替え。無限に発生する手で世界を滅し、そこから理想の世界を作ろうとする。消滅後の世界にその力の影響が見られる。